# ونزولانا
ونزولانا (به انگلیسی: Venezolana) یک شرکت هواپیمایی با کد یاتا VN است که در ۲۰۰۱ میلادی تأسیس شده‌است. دفتر مرکزی ونزولانا در ماراکایبو، ونزوئلا واقع شده‌است و قطب این شرکت هواپیمایی در فرودگاه بین‌المللی لا چینیتا قرار دارد و به ۱۱ مقصد، پرواز انجام می‌دهد.